# Leo Englund
Nils Leo Englund, född 16 april 1991, är en svensk fotbollsspelare som spelar för Gefle IF.

## Karriär
Englund växte upp i Skråmträsk. Hans moderklubb är IFK Bjurfors.  I februari 2017 värvades Englund av division 2-klubben Skellefteå FF, där han skrev på ett ettårskontrakt. Säsongen 2017 spelade Englund 23 ligamatcher och gjorde 28 mål. Inför säsongen 2018 förlängdes kontraktet med ett år. Den 15 januari 2019 värvades Englund av Sandvikens IF.
Den 29 december 2020 värvades Englund av Gefle IF.

## Karriärstatistik
| Klubb              | Säsong             | Liga                      | Liga    | Liga | Svenska cupen | Svenska cupen | Totalt  | Totalt |
| Klubb              | Säsong             | Division                  | Matcher | Mål  | Matcher       | Mål           | Matcher | Mål    |
| ------------------ | ------------------ | ------------------------- | ------- | ---- | ------------- | ------------- | ------- | ------ |
| Sunnanå SK         | 2008               | Division 3 Norra Norrland | 19      | 8    | 0             | 0             | 19      | 8      |
| Sunnanå SK         | 2009               | Division 4 Norra          | 16      | 23   | 0             | 0             | 16      | 23     |
| Sunnanå SK         | Totalt             | Totalt                    | 35      | 31   | 0             | 0             | 35      | 31     |
| Skellefteå FF      | 2010               | Division 2 Norrland       | 18      | 6    | 0             | 0             | 18      | 6      |
| Skellefteå FF      | 2011               | Division 2 Norrland       | 20      | 12   | 0             | 0             | 20      | 12     |
| Skellefteå FF      | 2012               | Division 2 Norrland       | 16      | 10   | 0             | 0             | 16      | 10     |
| Skellefteå FF      | 2013               | Division 2 Norrland       | 20      | 19   | 0             | 0             | 20      | 19     |
| Skellefteå FF      | Totalt             | Totalt                    | 74      | 47   | 0             | 0             | 74      | 47     |
| GIF Sundsvall      | 2014               | Superettan                | 14      | 0    | 1             | 0             | 15      | 0      |
| GIF Sundsvall      | 2015               | Allsvenskan               | 21      | 1    | 0             | 0             | 21      | 1      |
| GIF Sundsvall      | Totalt             | Totalt                    | 35      | 1    | 1             | 0             | 36      | 1      |
| Umeå FC            | 2016               | Division 1 Norra          | 26      | 4    | 0             | 0             | 26      | 4      |
| Skellefteå FF      | 2017               | Division 2 Norrland       | 23      | 28   | 0             | 0             | 23      | 28     |
| Skellefteå FF      | 2018               | Division 1 Norra          | 30      | 16   | 0             | 0             | 30      | 16     |
| Skellefteå FF      | Totalt             | Totalt                    | 53      | 44   | 0             | 0             | 53      | 44     |
| Sandvikens IF      | 2019               | Division 1 Norra          | 27      | 17   | 1             | 0             | 28      | 17     |
| Sandvikens IF      | 2020               | Ettan Norra               | 29      | 18   | 5             | 3             | 34      | 21     |
| Sandvikens IF      | Totalt             | Totalt                    | 56      | 35   | 6             | 3             | 62      | 38     |
| Gefle IF           | 2021               | Ettan Norra               | 28      | 11   | 0             | 0             | 28      | 11     |
| Gefle IF           | 2022               | Ettan Norra               | 26      | 22   | 0             | 0             | 26      | 22     |
| Gefle IF           | Totalt             | Totalt                    | 54      | 33   | 0             | 0             | 54      | 33     |
| Totalt i karriären | Totalt i karriären | Totalt i karriären        | 333     | 195  | 7             | 3             | 340     | 198    |